# 소남 토프가이 도르지
소남 토프가이 도르지(종카어: སྟོབས་རྒྱས་རྡོ་རྗེ་, Sonam Topgay Dorji, 1896년 ~ 1953년)는 부탄의 정치인이다. 

## 생애
1917년부터 1952년까지 부탄의 총리를 역임했다. 부탄의 정치 가문인 도르지 가문 출신이며 부탄의 총리를 역임한 우겐 도르지의 아들로 태어났다. 1948년 4월 23일에 인도의 자와할랄 네루 총리를 만나면서 중국의 공산주의 세력에 대한 경계심을 드러냈다. 1949년 8월 8일에는 인도와의 외교 관계를 수립했다.